# I Frenetici
I Frenetici sono stati un gruppo musicale italiano di musica beat attivo negli anni sessanta.
Sono stati uno dei gruppi in cui ha suonato Drupi prima di dedicarsi alla carriera solista.

## Storia del gruppo
Il complesso nasce nel 1959 a Voghera su iniziativa di quattro ragazzi vogheresi: Giuseppe Assale(Pep), Gianni Marchese (Violino), Paolo Romanelli e Piero Pierallini, con la denominazione I Frenetici, nome che viene cambiato in Paolo e I Frenetici all'inizio degli anni sessanta.
Propongono cover di canzoni rock 'n' roll, esibendosi dapprima nella loro regione e poi in serate in tutta Italia; a partire dalla metà degli anni sessanta, con l'ingresso di Enrico Moi e
Bruno Risi (entrambi provenienti dal Night Club Omnibus) passano al beat.
Scoperti da Marino Marini, ottengono un contratto con la Tiffany, per cui debuttano nel 1966; nello stesso anno sono ospiti in una delle serate del Festivalbar 1966 e al Galà eurovisivo di Berna.
L'anno successivo partecipano al secondo Torneo nazionale Rapallo Davoli.
Nel 1968 partecipano con E loro dicono (pubblicato l'anno precedente) all'Oscar della Canzone, classificandosi al terzo posto, dietro I Corvi ed I Balordi; sono inoltre ospiti di alcune trasmissioni televisive, come Chissà chi lo sa, ed effettuano concerti in tutta Italia, tra cui uno alla Reggia di Caserta.
Maitilasso, chitarrista del complesso, è inoltre autore di brani per altri artisti della loro etichetta, come Niky; abbandona il gruppo in occasione di un trasferimento negli Stati Uniti ed è sostituito da Drupi, proveniente da un altro gruppo pavese, Le Calamite.
Dopo altri due 45 giri, si sciolgono nel 1969; Anelli, con il nome d'arte di Drupi, si dedicherà alla carriera solista, e Bruno Risi diventerà il suo tastierista, mentre Enrico Moi formerà i Black Cats nei quali suonerà, per un breve periodo, anche Paolo Romanelli. Nel 1970 Paolo Romanelli, unico rimasto del gruppo originario, dà vita ai "Nuovi Frenetici" gruppo di ragazzi giovanissimi ma talentuosi tra cui Enzo Draghi (Draghei) che diventerà noto al grande pubblico per aver composto le musiche dei più conosciuti cartoni animati degli anni 90, tra cui il celeberrimo Lupin III. Il gruppo ha vita breve, circa un anno, e si scioglie quando Paolo Romanelli, per ragioni di lavoro, deve lasciare la Lombardia.

## Formazione
Formazione storica del 1959
- Gian Paolo Romanelli (Paolo): Chitarra solista
- Gianni Marchese (Violino): Chitarra ritmica e Voce solista
- Giuseppe Assale (Pep): Batteria
- Piero Pierallini (Pier): Basso

Formazione dal 1963
- Gian Paolo Romanelli(Paolo): voce, chitarra
- Giuseppe Assale(Pep): batteria
- Maurizio Legè(Maury): chitarra (fino al 1965)
- Lino Callegari(Lino): Basso e voce
- Enrico Boldrini(Chico): tastiere

Formazione dal 1965
- Gian Paolo Romanelli(Paolo): Chitarra ritmica e voce solista
- Antonio Maitilasso(Tony): voce, chitarra (dal 1965 al 1967)
- Giampiero Anelli(Drupi): voce, chitarra (dal 1967 al 1969)
- Enrico Moi(Enrico): basso (dal 1965)
- Bruno Risi(Bruno): tastiere (dal 1965)
- Giuseppe Assale (Pep): batteria

Formazione del 1970
- Gian Paolo Romanelli(Paolo): Chitarra ritmica e voce solista
- Vincenzo Draghi (Draghei): Chitarra Solista e voce
- Romano Gandini(Ruman): Basso e voce
- Tino Malerba(Tino): Tastiere e voce solista
- Cece Chiesa(Cece): Batteria

## Discografia

### Singoli
- 1966 - Non t'amo più/L'amico Gianni (Tiffany, TIF 510)
- 1967 - E loro dicono/Il matusa (Tiffany, TIF 523)
- 1968 - Qualche santo pregherà per noi/Fatalità (Tiffany, TIF 537)
- 1968 - Che c'è di strano/Il soprabile (Tiffany)

### Partecipazioni
- 1998 - Rapallo Davoli Festival vol. 5 (Giallo record ASF 015; i Frenetici sono presenti con il brano inedito Part One, registrato dal vivo)